# Maximiliano Osurak
Maximiliano José Osurak (Santa Fe, Provincia de Santa Fe, Argentina, 23 de octubre de 1991) es un futbolista argentino. Juega como delantero y su actual equipo es Olimpo de Bahía Blanca del Torneo Federal A.

## Trayectoria
Comenzó su carrera en las inferiores de Colón de San Justo de la Liga Santafesina de Fútbol. 
El 4 de agosto de 2013 debutó profesionalmente con Independiente Rivadavia como reemplazo de Raúl Zárate, en la derrota como visitante por 1 a 0 contra Sportivo Belgrano, en partido correspondiente a la primera fecha del Torneo Inicial 2013 de la Primera B Nacional. Jugó su último partido con La Lepra el 14 de septiembre de 2013 en el empate de 2 a 2 contra Instituto de Córdoba.
El 14 de agosto de 2014 se dio a conocer su pase al Deportivo Guaymallén del Torneo Federal B. También tuvo paso por los clubes 9 de Julio de Rafaela y Belgrano de Paraná.
El 22 de julio de 2016 fichó por el San Jorge, equipo con el cual marcó 2 goles en 12 juegos del Torneo Federal A.
En enero de 2017 firmó con el Platense, un club de primera en Honduras. Donde jugó un total de 15 partidos y anotó 6 goles. 
Luego de su paso por Honduras, regresó a Belgrano de Parana donde disputó 16 encuentros y anotó 4 goles. 
Gracias a un buen Torneo con Belgrano de Parana, llegó a Atlético de Parana donde necesitó 9 partidos y 4 goles, para que los clubes de la B Nacional comenzaran a seguirlo de cerca. 
Fue entonces que Santamarina de Tandil fichó a Osurak; y es allí donde jugó hasta 2020.

## Clubes
| Club                    | País      | Año       |
| ----------------------- | --------- | --------- |
| Independiente Rivadavia | Argentina | 2013-2014 |
| Deportivo Guaymallén    | Argentina | 2014      |
| 9 de Julio de Rafaela   | Argentina | 2015      |
| Belgrano de Paraná      | Argentina | 2016      |
| San Jorge de Tucumán    | Argentina | 2016      |
| Platense                | Honduras  | 2017      |
| Belgrano de Paraná      | Argentina | 2017      |
| Atlético Paraná         | Argentina | 2018      |
| Santamarina de Tandil   | Argentina | 2018-2020 |
| Pannafpliakos           | Grecia    | 2021      |
| Sportivo Peñarol        | Argentina | 2022      |
| Sol de Mayo             | Argentina | 2022      |
| Sol de América          | Argentina | 2023      |
| Olimpo de Bahía Blanca  | Argentina | 2024-Act. |